# 拉爾夫 (阿拉巴馬州)
拉爾夫（英語：Ralph）是位於美國阿拉巴馬州塔斯卡盧薩縣的一個非建制地區。該地的面積和人口皆未知。

## 地理
拉爾夫的座標為33°02′31″N 87°46′08″W / 33.04194°N 87.76889°W，而該地的平均海拔高度為48米（即157英尺）。